# Viranxequir
Viranxequir (em turco: Viranşehir) ou Veranxar (em curdo: Wêranşar) é uma cidade e distrito da Turquia, na província de Xanleurfa e na região do Sudeste da Anatólia. O distrito tem 2 297 km² de área e em dezembro de 2021 tinha 205 380 habitantes (densidade: 89,4 hab./km²), dos quais 205 380 na sua capital. Na Antiguidade Tardia, foi conhecida como Constantina ou Constância (em grego: Κωνσταντίνη) por romanos e bizantinos, e Tela pela população assíria/siríaca local, mas é hoje habitada principalmente por curdos com uma minoria de árabes curdifados.

## História
O nome Viranxequir significa "cidade em ruínas" e isso de deve ao fato de ter sido destruída várias vezes no decorrer da história. Poderia ser o sítio de Antioquia na Mesopotâmia. De acordo com o historiador bizantino João Malalas, a cidade foi construída pelo imperador Constantino (r. 306–337) no local da antiga Maximianópolis, que havia sido destruída por um ataque persa e um terremoto. Durante os dois séculos seguintes, foi uma importante localidade no Oriente Próximo romano/bizantino, desempenhando um papel crucial nas guerras romano-persas do século VI como sede do duque da Mesopotâmia (363-540). Foi também um bispado, sufragâneo de Edessa. Jacó Baradeu nasceu próximo da cidade e foi um monge em um mosteiro vizinho. A cidade foi capturada pelos árabes em 639.